# A Queda (filme)
A Queda é um filme brasileiro de 1978, um drama escrito e dirigido por Ruy Guerra e Nelson Xavier.
O foco narrativo é a queda e morte de um operário que trabalhava na construção do metrô do Rio de Janeiro, devido à falta de segurança na obra.
Foi premiado com o Urso de Prata no Festival de cinema de Berlim em 1978, e com o troféu Margarida de Prata, concedido pela Conferência Nacional dos Bispos do Brasil (CNBB). A atuação de Nelson Xavier recebeu o prêmio de melhor ator no XI Festival de Cinema de Brasília.
É considerada uma continuação de "Os Fuzis".

## Elenco
- Nelson Xavier
- Isabel Ribeiro
- Hugo Carvana
- Cosme dos Santos
- Lima Duarte
- Perfeito Fortuna
- Ruy Guerra
- Leina Krespi
- Carlos Eduardo Novaes
- Paulo César Peréio
- Tonico Pereira
- Roberto Frota
- Luiz Rosemberg Filho
- Maria Sílvia
- Murilo de Lima
- Jurandir de Oliveira
- Ginaldo de Souza
- Ivan de Souza
- Luiz Antônio de Souza
- Eli Batista Pituba
- Renato Puppo
- Helber Rangel
- Luís Edmundo Rial

## Principais prêmios e indicações
Festival de Berlim 1978 (Alemanha)
- Vencedor Urso de Prata - prêmio especial do júri (melhor filme)
- Indicado ao Urso de Ouro

Festival de Brasília 1978
- Troféu Candango - Nelson Xavier (melhor ator)

Prêmio Margarida de Prata 1978
- Vencedor - melhor direção